# Condado de Buffalo (Nebraska)
El condado de Buffalo (en inglés: Buffalo County), fundado en 1855 y que recibe su nombre de la abundancia de búfalos que existía, es un condado del estado estadounidense de Nebraska. En el año 2000 tenía una población de 42.259 habitantes con una densidad de población de 17 personas por km². La sede del condado es Kearney.

## Geografía
Según la oficina del censo el condado tiene una superficie total de 2525 km² (974,9 mi²), de los que 2507 km² (968 mi²) son tierra y 18 km² (6,9 mi²) (0,75%) son agua.

## Condados adyacentes
- Condado de Hall - este
- Condado de Adams - sureste
- Condado de Kearney - sur
- Condado de Phelps - suroeste
- Condado de Dawson - oeste
- Condado de Custer - noroeste
- Condado de Sherman - norte
- Condado de Howard - noroeste

## Demografía
Según el censo del 2000 la renta per cápita media de los habitantes del condado era de 36.782 dólares y el ingreso medio de una familia era de 46.247 dólares. En el año 2000 los hombres tenían unos ingresos anuales 30.182 dólares frente a los 21.977 dólares que percibían las mujeres. El ingreso por habitante era de 17.510 dólares y alrededor de un 11.20% de la población estaba bajo el umbral de pobreza nacional.

## Ciudades y pueblos
- Amherst
- Buda
- Elm Creek
- Gibbon
- Kearney
- Miller
- Pleasanton
- Ravenna
- Riverdale
- Shelton